# Commission du travail en Belgique en 1886
La Commission du travail ou Comité chargé de s'enquérir de la situation du travail industriel dans le royaume et d'étudier les mesures qui pourraient l'améliorer ou encore Commission d'enquête sur le travail industriel est une commission qui se tint du 15 avril 1886 au 4 juin 1887 en Belgique. Cette commission était chargée d'une double tâche : celle de s'informer sur la situation du travail des ouvriers et celle de trouver des solutions en vue de l'améliorer. Durant 15 mois, elle procéda à une double enquête dans les régions de Belgique : d'une part à une enquête orale et d'autre part à une enquête écrite. Les résultats de ces enquêtes furent publiés au sein de quatre volumes en juin 1887. 
À la fin du siècle dernier, Eliane Gubin, historienne belge, rapportait dans l'un de ses articles que  les documents apportés par ces enquêtes fournissaient aux historiens et aux sociologues l'une des visions globales les plus riches de la condition ouvrière au XIXe siècle en Belgique. 

## Les insurrections ouvrières de 1886
Dans le courant du mois de mars 1886, la Belgique fut traversée par une vague d'émeutes ayant lieu tout d'abord en région de Liège, ensuite en région de Charleroi. Ces émeutes se produisirent aussi dans d'autres régions de Belgique, comme le Hainaut, mais c'est à Liège et à Charleroi qu'elles furent les plus vives. En 1886, la crise économique toucha plusieurs pays d'Europe, parmi lesquels figurait la Belgique. À cette période, le salaire des travailleurs diminua et le chômage augmenta. En effet, de nouvelles innovations technologiques furent introduites dans les usines, diminuant le besoin de main d’œuvre. Les taux de suicides augmentèrent, la crise fut de trois ordres : d'ordre économique, d'ordre social et d'ordre moral. 
Les insurrections débutèrent le 18 mars, à Liège, sur la place Saint-Lambert où un groupe anarchiste organisa un rassemblement de masse (2 000 à 3 000 personnes selon plusieurs sources) en vue de célébrer le quinzième anniversaire de la Commune de Paris. Ce même jour, ce groupe d'émeutiers fort agité commit une série de destructions dans la ville de Liège : vitrines de magasins, biens privés... Des affrontements eurent lieu entre les forces de l'ordre et les émeutiers.[réf. nécessaire]
Le 19 mars, la situation à Liège se calma, mais elle toucha une série de communes voisines. Au charbonnage de Jemeppe débuta un mouvement de grève. Les ouvriers réclamèrent une augmentation de leur salaire. Cette grève s'étendit sur l'entièreté du bassin liégeois. Par crainte d'une marche sur Liège, le gouvernement fit appel à des forces de l'ordre supplémentaires telles que la garde civique, des renforts militaires ou encore des gendarmes. Les affrontements entre forces de l'ordre et manifestants durèrent jusqu'au 24 mars, jour d'accalmie. Au total, les insurrections ayant eu lieu dans le bassin liégeois firent trois morts.[réf. nécessaire]
Le 25 mars 1886, à Gilly, de nouveaux mouvements de grève eurent lieu dans les charbonnages environnants, s'étendant par la suite aux villes de Châtelet, Montigny-sur-Sambre et Couillet.  Les autorités, de par leur expérience antérieure, réussirent à rétablir le calme rapidement.[réf. nécessaire]
Le 26 mars, les grèves reprirent en région de Charleroi. Ces grèves ne touchèrent plus seulement les charbonnages, elles touchèrent également des fonderies, aciéries, verreries... Ce jour-là, tout le bassin de Charleroi fut en situation de grève. Très rapidement, ces dernières se transformèrent en mouvements de révoltes ; des industries de la région furent attaquées. L'une des industries subissant le plus de tort fut la verrerie d'Eugène Baudoux, dans laquelle furent installés de nouveaux fours permettant l'exploitation d'une main d’œuvre moins qualifiée et bon marché. La verrerie ainsi que l'habitation de monsieur Baudoux furent totalement détruites et incendiées. Le soir même, les forces de l'ordre intervinrent à Roux, où une glacerie fit l'objet de violentes attaques. Après l'intervention des forces de l'ordre, le bilan de la soirée fut de quatre morts parmi les émeutiers. Un Conseil des ministres se réunit et décida de faire appel à des forces supplémentaires en vue de rétablir l'ordre dans le pays : des élèves de l'École militaire et 22 000 hommes supplémentaires furent appelés. Le général Van Der Smissen fut quant à lui chargé de rétablir l'ordre. Le 27 mars, il effectua sa mission ; douze hommes furent tués à Roux. 
Le 29 mars, la situation fut canalisée. Quelques petits incidents éclatèrent encore, mais le travail reprit petit à petit dans le royaume et la justice commença à effectuer les premières sanctions.[réf. nécessaire]
Le 30 mars, Auguste Beernaert, ministre des finances, prononça un discours à la Chambre des représentants. Dans son discours, il se prononça au sujet des événements ayant eu lieu les jours précédents. Son discours fut empreint de deux tons : d'une part d'un ton bourgeois : l'étranger ayant eu vent des événements ne veut plus commander dans les industries belges. Le capital et le travail souffrent donc. Il proposa le maintien du projet de la construction de lignes de chemin de fer, en vue de redonner du travail aux ouvriers tout en continuant le financement des travaux publics. D'autre part, il fut empreint d'un ton novateur : il faut améliorer le sort des ouvriers. Le gouvernement réagit en créant la Commission du travail.

## L'arrêté royal du 15 avril 1886
Le 15 avril 1886, Léopold II signa l'arrêté royal intitulé Comité chargé de s'enquérir de la situation du travail industriel dans le royaume et d'étudier les mesures qui pourraient l'améliorer. L'arrêté fut également signé de la main d'Auguste Beernaert ainsi que de la main du chevalier de Moreau, ministre de l'Industrie et des Travaux Publics. En plus d'instaurer un comité, cet arrêté nomma les 35 membres de la Commission parmi lesquels figurèrent des parlementaires, publicistes, hauts fonctionnaires et économistes,.

## La Commission du travail

### Définition
Selon le Dictionnaire français illustré des mots et des choses du début du XXe siècle, une commission par définition est : « Une charge temporaire. Une réunion de personnes chargées d'étudier une question ». 

### La durée d'action
La session de travaux de la Commission du travail fut inaugurée le 28 avril 1886, à la salle du marbre du Palais des Académies par le discours du chevalier de Moreau. Eudore Pirmez fut nommé président de la Commission. Les travaux durèrent jusqu'au 4 juin 1887, jour du discours de clôture des travaux effectué par Eudore Pirmez.

### La composition de la Commission du travail
En ce qui concerne les membres de la Commission, on ne possède pratiquement aucune donnée. On sait que la commission fut créée le 15 avril 1886, juste après les émeutes ouvrières de la même année. Parmi les éléments ayant contribué à l’élaboration de cette Commission, figuraient le rapport du général Van Der Smissen et d’autre part, l’influence du Chevalier de Moreau. Dans l’arrêté royal du 16 avril 1886, on eut connaissance de la liste des membres de la commission, mais on ne sait comment s’est effectué le choix des membres de cette dernière. La plupart d'entre eux étaient âgés en moyenne de 50 ans. La liste connut quelques modifications. De manière générale, la plupart des impressions relatives aux membres de la commission furent favorables. Cette commission comprenait des membres de toutes tendances politiques confondues. Seuls les socialistes critiquèrent l’absence d’ouvriers au sein de la commission. Le Parti ouvrier belge s'indigna du choix des présidents de la commission : d’une part Eudore Pirmez, un vice-gouverneur et actionnaire de la Banque nationale et d’autre part, Victor Jacobs, administrateur de nombreuses sociétés. Ces membres justifièrent leur présence en tant que personnes au service de la Nation et non en tant que patrons.
Cependant, il s’avère que l’équilibre entre les tendances de la commission n’était pas aussi juste. Bien que les partis furent équitablement représentés, le nombre de conservateurs au sein de chacun d'entre eux fut beaucoup plus élevé[réf. nécessaire]. Parmi les membres figuraient un nombre important d'industriels : certains d'entre eux justifiaient leur présence de par leur volonté de changer la situation économique et sociale des industries tandis que d'autres furent appelés à siéger en raison de leur popularité dans le milieu[réf. nécessaire]. En ce qui concerne la diversité des métiers des membres de la Commission, la plupart étaient de hauts fonctionnaires, suivi par des ingénieurs. On nota également la présence d’ecclésiastiques. Au sein de cette Commission ne figurait cependant aucun médecin, personnes de premier plan dans l'étude des questions sociales (l'enquête écrite comprenait un nombre important de questions en rapport avec les maladies et les accidents sur le lieu de travail). Bien que les membres de la Commission furent très diversifiés, tous étaient d'accord sur le fait que l’État ne devait intervenir que de façon minime et que l'initiative privée devrait s'emparer de la situation.[réf. nécessaire]

### La procédure
La Commission procéda à une double enquête : écrite d'une part et orale d'autre part. Cependant, tous les commissionnaires n'effectuèrent pas leurs travaux comme prévu initialement : diverses défections eurent lieu tant du côté libéral que du côté catholique. Jusqu'à la création de cette commission, les enquêtes menées par le gouvernement n'avaient porté que sur des matières précises ou n'avaient concerné que certaines catégories sociales. C'était la première fois qu'une enquête avait pour but de donner aux pouvoirs publics une image véridique de la situation ouvrière.  

#### L'enquête écrite
L'enquête écrite prenait la forme d'un questionnaire composé de cent questions. Dix mille exemplaires de ce questionnaire furent envoyés aux administrateurs des provinces, chargés de les transmettre aux patrons d'industries, aux dirigeants des sociétés ouvrières et aux particuliers qui en firent la demande. Parmi ces questionnaires, seuls 3,43 % d'entre eux furent retournés aux secrétaires de la Commission. Parmi ces 3,43 % : 43 % émanaient de particuliers, 36 % d'industriels et 21 % d'ouvriers et de ligues ouvrières.[réf. nécessaire]
Concernant les réponses aux questionnaires, de façon générale, peu de réponses furent apportées dans le questionnaire. Si l'on reprend les différents groupes ci-dessus : les ouvriers ne répondirent qu'à 4 questions sur 100, les particuliers à 10 questions sur 100 et les industriels à 28 questions sur 100. Les industriels ne répondirent pas à la partie sociologique du questionnaire : les questions en rapport avec les conditions de travail ouvrier et les solutions pour y remédier furent mises de côté. Par contre, les questions en relation avec la moralité, l'alcoolisme et la démoralisation en milieu ouvrier furent privilégiées. Beaucoup des patrons utilisèrent le questionnaire comme une occasion de faire valoir de leur image ainsi que pour montrer leur volonté de garder leur liberté individuelle, afin de s'opposer à l'intervention de l’État.

#### L'enquête orale
Cette enquête connut divers problèmes. D'une part, il fallait trouver un moyen pour que les ouvriers interrogés ne subissent pas les pressions patronales. D'autre part, certains membres de la Commission était réticents à cette enquête dans le sens où elle aurait pu susciter des revendications nouvelles auxquelles la population ouvrière n'aurait pas songé auparavant. La Commission décida cependant de mener cette enquête, car elle voulait montrer sa volonté de s'intéresser aux soucis du peuple.[réf. nécessaire]
Parmi les témoins de l'enquête figurent essentiellement des hommes : patrons (industriels ou artisans), particuliers, dirigeants d’œuvres ou d'associations ainsi que des ouvriers.[réf. nécessaire]
Aucune directive générale ne fut donnée sur la façon de procéder de l'enquêteur. L'enquête connut des variantes entre le nord et le sud du pays ainsi qu'entre les différentes régions du pays. Si en Flandre l'enquêteur préférait se référer au questionnaire écrit, en Wallonie les manières de procéder furent diverses. Dans certaines régions, la présence d'autorités locales fut notée au moment de l'enquête tandis que dans d'autres régions, elle se faisait sans leur présence.[réf. nécessaire]
L'une des constatations les plus importantes est que 40 % des enquêtes se firent sans la présence d'un membre de la Commission. Ceux-ci effectuèrent les enquêtes principalement dans les régions de forte implantation du POB ainsi que dans les régions plus troublées. Les membres de la Commission se faisaient alors remplacer par des échevins, des bourgmestres ou encore des industriels. Lorsque l'enquête était effectuée par un industriel, la participation des ouvriers était nettement moins forte, et ce, par peur de représailles.[réf. nécessaire]
On note également que dans les régions troublées, l'enquête fut beaucoup plus rapide que dans les régions calmes. 

### Les résultats des enquêtes

#### L'enquête écrite
L'enquête écrite apporta de nombreux documents sur les bilans d'usines, sur l'étude de la répartition des ouvriers par sexe et par âge... mais peu de nouveauté en matière de conditions de travail des ouvriers. L'enquête écrite ne fut presque pas utilisée par la Commission dans son étude sur le travail industriel. Ceci s'explique par le fait que la plupart des questionnaires furent retournés aux secrétaires de la Commission après qu'elle a discuté et voté des propositions. Il n'est pourtant pas exclu que certains membres aient pu puiser leurs idées dans les réponses des questionnaires. 

#### L'enquête orale
Les dépositions reçues de l'enquête orale furent publiées dans quatre volumes en juin 1887 (les dépositions en Néerlandais furent traduites en Français). Elles furent donc publiées après la clôture des travaux. Cependant, la plupart des membres prirent part aux enquêtes et la presse informait constamment des résultats des séances. La connaissance des résultats de l'enquête orale fut beaucoup plus approfondie que pour l'enquête écrite. 

#### Les résultats généraux
Au total, seize rapports furent présentés par la Commission. On estime que plus de la moitié des rapports furent rédigés avant même que l'enquête orale n'ait été finie ; trois rapports furent présentés avant l'ouverture des travaux de la Commission et un rapport fut présenté avant la création même de la Commission. Parmi les cinq rapports restant, peu trouvèrent leur source dans les résultats des enquêtes. 
Les résultats des enquêtes, bien que fragmentaires permirent néanmoins de dresser un bilan du travail industriel. Ce bilan fut défavorable, pour une série de raisons :
- les journées de travail des ouvriers sont longues (12 heures/ jour voir plus) ;
- les salaires sont bas (un homme gagne en moyenne moins de 3 francs par jour) ;
- les accidents de travail ;
- le travail pénible des femmes et des enfants...

La Commission se prononça notamment en matière :
- Du travail des enfants : interdiction pour les enfants de moins de douze ans d'effectuer un travail industriel ; la journée de travail des enfants âgés de 12 à 15 ans ne devrait plus dépasser les 13 heures dans lesquelles furent comprises 2 heures de repos ; interdiction du travail de nuit et du travail souterrain ;
- Du travail des femmes : interdiction pour les femmes d'effectuer un travail de nuit ou un travail souterrain ;
- De paiement des salaires : interdiction pour les patrons de payer les ouvriers en nature ;
- De généralisation du système des caisses de prévoyance ;
- De la reconnaissance des unions professionnelles ;
- De la création de conseils de conciliation entre patrons et travailleurs[16],[17]...

## Le discours du trône le 9 novembre 1886
Le 9 novembre 1886, le roi Léopold II prononça un discours au Palais de la Nation à Bruxelles. Au travers de son discours, il rappela qu'il était du devoir du gouvernement d'améliorer la situation ouvrière, ce pourquoi une Commission du travail avait été chargée de l'étudier et de trouver des solutions en mesure de l'améliorer. Léopold rappela que parmi les projets de réformes les plus importants figuraient : la libre formation des groupes professionnels, l'établissement de liens entre patrons et travailleurs, la réglementation du travail des femmes et des enfants, la répression des abus concernant le paiement des salaires, la construction d'habitations ouvrières saines et la mise en place d'organisations destinées à aider les travailleurs. Au travers ce discours, Léopold II montra que les pouvoirs publics étaient décidés à s'atteler à l'amélioration des conditions sociales. 
Extrait du discours du roi : 

« La situation des classes laborieuses, affirme-t-il, est hautement digne d’intérêt et ce sera le devoir de la législature de chercher avec un surcroît de sollicitude à l’améliorer. Il est juste que la loi entoure d’une protection spéciale les faibles et les malheureux. Il convient notamment de favoriser la libre formation de groupes professionnels, d’établir entre les chefs d’industrie et les ouvriers des liens nouveaux sous la forme de conseils d’arbitrage et de conciliation, de réglementer le travail des femmes et des enfants, de réprimer les abus qui se produisent dans le paiement des salaires, de faciliter la construction d’habitations ouvrières convenables, d’aider au développement des institutions de prévoyance, de secours, d’assurances et de pensions, et de chercher à combattre les ravages de l’ivrognerie et de l’immoralité »

## Les premières lois sociales de 1887
Avant les événements de 1886, l’État intervenait déjà en matière de lois sociales mais ce à la défaveur des classes dominées. Avant 1887, il existait déjà des lois régissant les relations entre employeurs et employés mais ces lois visaient à réprimer les coalitions ouvrières et à rendre l'ouvrier dépendant de son employeur.  On situe généralement la naissance du droit social en 1886-1887. En effet, même s'il existait déjà des dispositions légales visant à protéger le travailleur, celles-ci n'étaient que très minimes. Les insurrections de 1886 prirent une telle ampleur que le gouvernement n'eut d'autre choix que d'intervenir. 
Après les travaux de la Commission du travail, furent discutés des projets de lois. Dès 1887, plusieurs lois furent mises en place. Parmi les premières lois figurait la loi interdisant le paiement en nature des salaires ouvriers. En 1887 les « Conseils de l'industrie et du travail » furent créés, ayant pour but d'informer le gouvernement si des conflits éclataient entre les patrons et les travailleurs. La même année, on prit des mesures pour améliorer la salubrité des habitations ouvrières... Le droit social pouvait se développer, petit à petit.
Certaines nuances doivent cependant être précisées. Tout d'abord, le développement du droit social ne connut pas une évolution sans interruption : après le gouvernement Beernaert, il connut une phase d'arrêt (1889-1900) lorsque des conservateurs furent au pouvoir, pour reprendre une impulsion aux environs de 1900. Cette politique d'intervention sociale était par ailleurs une sorte de concession : ce fut notamment pour éviter de nouveaux débordements de la part de la masse ouvrière que l'on mit au point certaines lois. L'Etat était bien conscient du fait que la population ouvrière n'était plus décidée à accepter son sort. Enfin, même si ces dispositions sociales avaient des aspects réellement humanitaires, on fit toujours en sorte qu'elles n'entravent point le fonctionnement capitaliste de l’État. 